# Guefen Primo
Guefen Primo (en hebreo: גפן פרימו‎; 26 de marzo de 2000) es una deportista israelí que compite en judo.
Ganó una medalla de bronce en el Campeonato Mundial de Judo de 2021 y dos medallas de bronce en el Campeonato Europeo de Judo, en los años 2018 y 2021.
Participó en los Juegos Olímpicos de París 2024, ocupando el séptimo lugar en la categoría de –52 kg.

## Palmarés internacional
| Campeonato Mundial | Campeonato Mundial | Campeonato Mundial | Campeonato Mundial |
| Año                | Lugar              | Medalla            | Categoría          |
| ------------------ | ------------------ | ------------------ | ------------------ |
| 2021               | Budapest (Hungría) | Medalla de bronce  | –52 kg             |
| Campeonato Europeo |                    |                    |                    |
| Año                | Lugar              | Medalla            | Categoría          |
| 2018               | Tel Aviv (Israel)  | Medalla de bronce  | –52 kg             |
| 2021               | Lisboa (Portugal)  | Medalla de bronce  | –52 kg             |